# Sladojevo Kopito
Sladojevo Kopito (cyr. Сладојево Копито) – wieś w Czarnogórze, w gminie Danilovgrad. W 2011 roku liczyła 659 mieszkańców.